# Sloan Privat
Sloan Privat, né le 24 juillet 1989 à Cayenne (Guyane française), est un footballeur français, également international guyanais, jouant au poste d'attaquant.

## Biographie

### En club

#### FC Sochaux
Arrivée de Guyane en France métropolitaine à l'âge de 11 ans, il rejoint le FC Marmande 47 avant d'être recruté en 2003 par le centre de formation du FC Sochaux. Il remporte la coupe Gambardella avec l'équipe des jeunes de Sochaux en 2007 en marquant le second but sochalien (score final 2-2, 5 tirs au but à 4). La saison suivante, alors que Sochaux réalise une saison calamiteuse, et qu'il est le meilleur marqueur de l'équipe réserve avec 8 buts en CFA, il est appelé à 18 ans en équipe première par Jean-Luc Ruty le remplaçant de Frédéric Hantz qui vient d'être limogé, il joue son premier match en Ligue 1 face aux Girondins de Bordeaux au stade Bonal le 22 décembre 2007 en rentrant dans les arrêts de jeu.
Alors que sept joueurs sochaliens issus du centre de formation signent un contrat professionnel, il reste amateur pour la saison 2008-2009. Après 5 buts en 5 matchs en CFA, il est titularisé le 14 septembre 2008 face au Lille OSC à Bonal et marque à cette occasion son premier but chez les professionnels. Il se fait petit à petit une place dans le groupe professionnel et le 9 décembre 2008 il signe son premier contrat professionnel. Le 12 décembre suivant, contre le SM Caen, il entre en jeu à la 72e minute et réalise son premier doublé en championnat. Le 11 février 2009, il est sélectionné pour la première fois en équipe de France espoirs mais ne peut honorer cette première sélection en raison d'un blessure à la cheville.
Le 5 juillet 2010, Sloan est prêté au Clermont Foot Auvergne 63 en Ligue 2, afin de gagner du temps de jeu. Ce prêt est une totale réussite puisqu'il termine la saison à la troisième place des buteurs de Ligue 2 avec vingt buts marqués.
Pour la saison 2010-2011, Sloan est donc de retour à Sochaux. Par souci de temps de jeu, il demande dans un premier temps à quitter le club mais après le départ de l'entraîneur Francis Gillot pour les Girondins de Bordeaux et de l'attaquant Brown Ideye pour le Dynamo Kiev, les cartes sont redistribuées et le nouvel entraîneur Mécha Bazdarevic compte sur lui pour la saison 2011-2012. En août 2011, il prolonge son contrat de deux ans avec le FCSM et est donc lié avec le club franc-comtois jusqu'au 30 juin 2014.
Lors de la saison 2012-2013, il marque un doublé sur la pelouse du Stade brestois pour une victoire deux à zéro qui permet au FC Sochaux-Montbéliard de se maintenir en Ligue 1. Sloan Privat termine la saison avec un total de neuf buts en championnat, sa meilleure saison au club.

#### KAA La Gantoise
Ne souhaitant pas prolonger son engagement avec son club formateur, Privat est transféré en Belgique au KAA La Gantoise pour 1,5 million d'euros le 27 août 2013.
N'arrivant pas à s'imposer dans son club après 24 matchs et seulement 4 buts inscrits, il est prêté avec option d'achat au Stade Malherbe de Caen, promu en Ligue 1. Après un début de saison compliqué notamment dû à une blessure qui le tiendra éloigné un bon moment des terrains et à une remise en forme, il revient en tant que titulaire lors de la deuxième moitié de saison, aidé par les problèmes internes entre Mathieu Duhamel et le club, et s'impose à ce poste. Il inscrit son premier but sous ses nouvelles couleurs en Ligue 1 lors de la 21e journée face au Stade de Reims. Le 9 mai 2015, il marque le troisième but de Caen face à l'Olympique lyonnais (3-0), ce qui permet d'assurer quasiment le maintien du Stade Malherbe de Caen en Ligue 1. Ce maintien sera officialisé la journée suivante face au SC Bastia où il marquera le seul but caennais (match nul 1-1).

#### EA Guingamp
Après une seconde partie de saison réussie avec le Stade Malherbe de Caen, il s'engage de nouveau en France. Le 15 juin 2015 est officialisé son prêt avec l'En avant Guingamp assorti d'une option d'achat et d'un contrat de trois ans. Le 28 août, lors de la quatrième journée de championnat, il inscrit face à l'Olympique de Marseille son premier but lors de la première victoire de la saison du club breton.
Il réalise une bonne saison en Bretagne avec notamment sept buts inscrits en championnat et deux en coupe. Cela lui permet de rentrer dans le projet du nouvel entraineur Antoine Kombouaré qui décide avec son président de lever l'option d'achat. Sloan a désormais deux ans de contrat avec l'En avant Guingamp.
Lors de la neuvième journée de championnat, le 15 octobre 2016, il inscrit un but pour son 150e match en Ligue 1, en conclusion d'une belle action collective face au LOSC Lille.

#### Valenciennes FC
Le 31 janvier 2018, dernier jour de mercato hivernal, il s'engage pour 18 mois avec le Valenciennes FC qui évolue en Ligue 2. Pour son premier match sous ses nouvelles couleurs, il inscrit le premier but de la rencontre lors du derby face au RC Lens. Il inscrit au total trois buts lors de cette première demi-saison avec le VAFC.
Après une première partie de saison 2018-2019 compliquée où il n'est entré sur le terrain que deux fois en 17 journées de championnat, il retrouve le chemin de filets avec un doublé lors du 8e tour de Coupe de France face à Thaon-les-Vosges, équipe de National 3.

#### Osmanlıspor
Le 4 janvier 2019, il est libéré de son contrat et rejoint le club turc d'Osmanlıspor, qui évolue en deuxième division. Il n'y dispute que 79 minutes de jeu et résilie son contrat dès le mois de juin suivant.

#### Arcachon
Le 1er février 2023, le FC Bassin d'Arcachon annonce l'arrivée de l'attaquant dans ce club qui évolue en Régionale 1 de la Ligue de football Nouvelle-Aquitaine.

### Carrière en sélection
Après avoir été appelé plusieurs fois sans que son club accepte de le libérer, Privat honore sa première sélection avec la Guyane, à l'occasion du match-aller des barrages pour la Gold Cup 2015, contre le Honduras, à Cayenne, le 25 mars 2015. Il inscrit un doublé lors de cette victoire 3-1.
Il doit attendre le 9 novembre 2016 pour disputer son deuxième match avec les Yana Dòkò. Ils s'imposent 2-5 à Port-au-Prince, contre Haïti, et se qualifient pour la première fois de leur histoire à la Gold Cup. Sloan Privat inscrit à l'occasion un triplé lors de cette victoire historique.

## Statistiques détaillées

### Par saison
| Saison                | Club                   | Championnat           | Championnat | Championnat | Coupe nationale | Coupe nationale | Coupe de la Ligue | Coupe de la Ligue | Compétition(s) continentale(s) | Compétition(s) continentale(s) | Compétition(s) continentale(s) | Guyane | Guyane | Total | Total |
| Saison                | Club                   | Division              | M.          | B.          | M.              | B.              | M.                | B.                | Comp.                          | M.                             | B.                             | M.     | B.     | M.    | B.    |
| 2007-2008             | FC Sochaux-Montbéliard | Ligue 1               | 1           | 0           | -               | -               | -                 | -                 | -                              | -                              | -                              | -      | -      | 1     | 0     |
| 2008-2009             | FC Sochaux-Montbéliard | Ligue 1               | 15          | 4           | -               | -               | 2                 | 0                 | -                              | -                              | -                              | -      | -      | 17    | 4     |
| 2009-2010             | FC Sochaux-Montbéliard | Ligue 1               | 14          | 2           | 2               | 1               | 1                 | 0                 | -                              | -                              | -                              | -      | -      | 17    | 3     |
| 2011-2012             | FC Sochaux-Montbéliard | Ligue 1               | 31          | 5           | -               | -               | 1                 | 0                 | C3                             | 2                              | 0                              | -      | -      | 34    | 5     |
| 2012-2013             | FC Sochaux-Montbéliard | Ligue 1               | 33          | 9           | 2               | 1               | 1                 | 0                 | -                              | -                              | -                              | -      | -      | 36    | 10    |
| 2013-2014             | FC Sochaux-Montbéliard | Ligue 1               | 2           | 0           | -               | -               | -                 | -                 | -                              | -                              | -                              | -      | -      | 2     | 0     |
| Sous-total            | Sous-total             | Sous-total            | 96          | 20          | 4               | 2               | 5                 | 0                 | -                              | 2                              | 0                              | -      | -      | 107   | 22    |
| 2010-2011             | Clermont Foot (prêt)   | Ligue 2               | 36          | 20          | 3               | 1               | 2                 | 1                 | -                              | -                              | -                              | -      | -      | 41    | 22    |
| 2013-2014             | KAA La Gantoise        | Pro League            | 17+3        | 2+0         | 4               | 2               | -                 | -                 | -                              | -                              | -                              | -      | -      | 24    | 4     |
| 2014-2015             | SM Caen (prêt)         | Ligue 1               | 20          | 6           | -               | -               | 2                 | 1                 | -                              | -                              | -                              | 1      | 2      | 23    | 9     |
| 2015-2016             | EA Guingamp (prêt)     | Ligue 1               | 27          | 7           | 2               | 1               | 3                 | 1                 | -                              | -                              | -                              | -      | -      | 32    | 9     |
| 2016-2017             | EA Guingamp            | Ligue 1               | 20          | 3           | 1               | 0               | 2                 | 2                 | -                              | -                              | -                              | 2      | 4      | 25    | 9     |
| 2017-2018             | EA Guingamp            | Ligue 1               | 1           | 0           | -               | -               | 1                 | 0                 | -                              | -                              | -                              | 2      | 1      | 4     | 1     |
| Sous-total            | Sous-total             | Sous-total            | 48          | 10          | 3               | 1               | 6                 | 3                 | -                              | -                              | -                              | 4      | 5      | 61    | 19    |
| 2017-2018             | Valenciennes FC        | Ligue 2               | 11          | 3           | -               | -               | -                 | -                 | -                              | -                              | -                              | -      | -      | 11    | 3     |
| 2018-2019             | Valenciennes FC        | Ligue 2               | 3           | 0           | 2               | 2               | 1                 | 0                 | -                              | -                              | -                              | -      | -      | 6     | 2     |
| Sous-total            | Sous-total             | Sous-total            | 14          | 3           | 2               | 2               | 1                 | 0                 | -                              | -                              | -                              | -      | -      | 17    | 5     |
| 2018-2019             | Osmanlıspor            | 1.Lig                 | 3           | 0           | -               | -               | -                 | -                 | -                              | -                              | -                              | -      | -      | 3     | 0     |
| 2019-2020             | FC Sochaux-Montbéliard | Ligue 2               | 6           | 0           | -               | -               | -                 | -                 | -                              | -                              | -                              | 3      | 0      | 9     | 0     |
| 2020-2021             | Bourg-en-Bresse 01     | National              | 5           | 0           | -               | -               | -                 | -                 | -                              | -                              | -                              | 1      | 0      | 6     | 0     |
| Total sur la carrière | Total sur la carrière  | Total sur la carrière | 248         | 61          | 16              | 8               | 16                | 5                 | -                              | 2                              | 0                              | 9      | 7      | 291   | 81    |

### Buts en sélection
| Buts en sélection de Sloan Privat | Buts en sélection de Sloan Privat | Buts en sélection de Sloan Privat                | Buts en sélection de Sloan Privat | Buts en sélection de Sloan Privat | Buts en sélection de Sloan Privat | Buts en sélection de Sloan Privat |
|                                   | Date                              | Lieu                                             | Adversaire                        | Score                             | Résultat                          | Compétition                       |
| --------------------------------- | --------------------------------- | ------------------------------------------------ | --------------------------------- | --------------------------------- | --------------------------------- | --------------------------------- |
| 1.                                | 25 mars 2015                      | Stade Edmard-Lama, Rémire-Montjoly (Guyane)      | Honduras                          | 2-1                               | 3-1                               | Barrage GC 2015                   |
| 2.                                | 25 mars 2015                      | Stade Edmard-Lama, Rémire-Montjoly (Guyane)      | Honduras                          | 3-1                               | 3-1                               | Barrage GC 2015                   |
| 3.                                | 9 novembre 2016                   | Stade Sylvio-Cator, Port-au-Prince (Haïti)       | Haïti                             | 2-1                               | 2-5                               | Élim. CAR 2017                    |
| 4.                                | 9 novembre 2016                   | Stade Sylvio-Cator, Port-au-Prince (Haïti)       | Haïti                             | 2-2                               | 2-5                               | Élim. CAR 2017                    |
| 5.                                | 9 novembre 2016                   | Stade Sylvio-Cator, Port-au-Prince (Haïti)       | Haïti                             | 2-3                               | 2-5                               | Élim. CAR 2017                    |
| 6.                                | 25 juin 2017                      | Stade Pierre-Aliker, Fort-de-France (Martinique) | Martinique                        | 0-1                               | 0-1                               | 3e place CAR 2017                 |
| 7.                                | 7 juillet 2017                    | Red Bull Arena, Harrison (États-Unis)            | Canada                            | 2-3                               | 2-4                               | 1er tour GC 2017                  |

## Palmarès

### En club
Il remporte la Coupe Gambardella avec le FC Sochaux-Montbéliard en 2007.

### Distinction personnelle
Il est élu meilleur joueur de Ligue 2 des mois de janvier 2011 et avril 2011 aux Trophée UNFP.